# Byrsophlebidae
Byrsophlebidae är en familj av plattmaskar. Byrsophlebidae ingår i ordningen Dalytyphloplanida, klassen Rhabdocoela, fylumet plattmaskar och riket djur.